# Skydning under sommer-OL 2016 - 10 meter luftpistol (damer)
Kvindernes 10 meter luftpistol under sommer-OL 2016 i Rio de Janeiro fandt sted d. 7. august 2016 på National Shooting Center.